# Муза Парфянская
Муза (др.-греч. ΜΟΥΣΗ) — царица Парфии, супруга парфянского царя Фраата IV, фактическая соправительница своего сына Фраата V.

## История

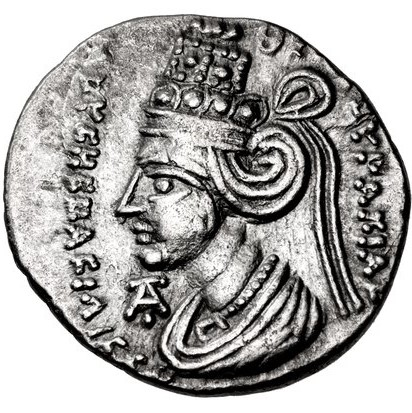
Портрет Мусы на реверсе монеты парфянская драхма, монетный двор Экбатан

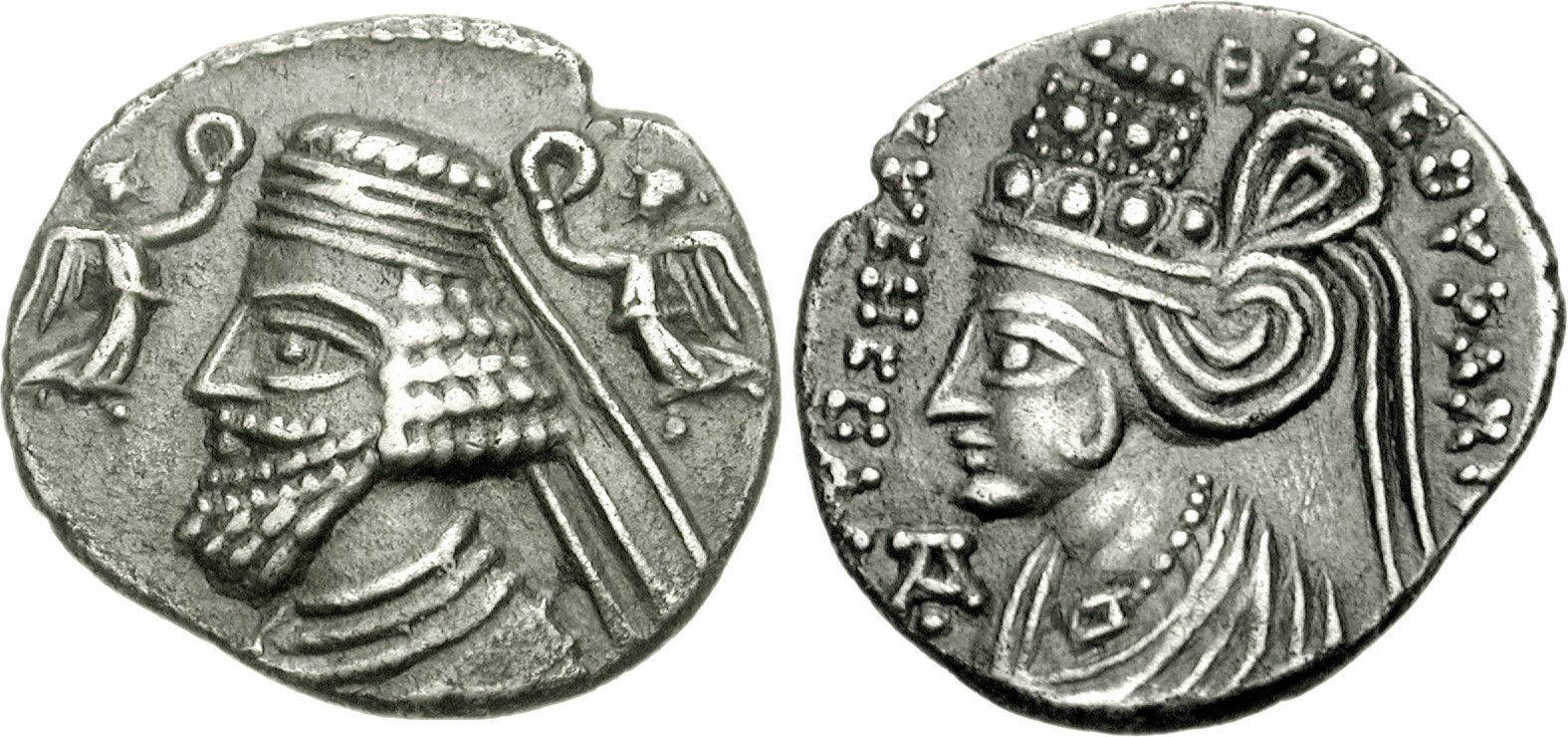
Изображение Музы чеканилось на парфянских монетах наряду с изображением Фраата V

Муза была римлянкой по происхождению; по одной из версий — фавориткой римского императора Августа, который подарил её парфянскому царю Фраату IV за мирный договор с Парфией, при котором Риму были возвращены штандарты, взятые ещё после битвы при Каррах.
Она стала пользоваться особым почётом и любовью у Фраата IV, позже взявшего её в законные жены.
Муза много способствовала проримской ориентации Фраата IV, при котором его сыновья были направлены в Рим на проживание и обучение, фактически — в качестве почётных заложников. В реальности это было попыткой удалить от наследования короны других сыновей Фраата IV и передать трон своему сыну — будущему царю Фраату V. Вместе со своим сыном — наследником Фраатом V — участвовала в заговоре против своего супруга — царя Фраата IV, отравив его. После вступления на трон Фраата V стала фактической соправительницей. Её изображение чеканилось на парфянских монетах наряду с изображением Фраата V.
По описанию, данному Иосифом, будто бы состояла в близких связях со своим сыном, он взял её в жёны, что было неприемлемо и напрочь отвергалось парфянами. Это и стало причиной нового заговора парфянской знати, при котором Фраат V и Муза были смещены с трона и убиты. Другая и более вероятная версия смещения Фраата V и Музы — их весьма яркая проримская ориентация, обусловленная римским происхождением Музы. Парфянская знать, сместившая Фраата V и Музу, передала трон Ороду III.